# Liste des duchesses de Calabre
Le titre de duchesse de Calabre était le titre traditionnel de l'épouse de l'héritier du royaume de Naples à partir de l'avènement de Robert Ier de Naples. Il a également été adopté au lieu du titre royal par les chefs des maisons qui avaient autrefois revendiqué le royaume de Naples.
Il y a actuellement deux prétendantes au titre de duchesse de Calabre. En Espagne, c'est le titre de l'épouse du chef de la maison de Bourbon-Siciles, et en Italie c'est le titre de l'épouse de l'héritier du duc de Castro, le chef de la Maison royale.

## Maison capétienne d'Anjou-Sicile (1297-1345)
| Portrait | Nom (dates)                        | Époux | Titres | Famille | Armoiries |
| -------- | ---------------------------------- | --- | --- | --- | --------- |
|          | Yolande d'Aragon (1273-1302)       | - Robert Ier de Naples (mariage en 1297) | - Duchesse de Calabre (1297-1302) | - Princesse de la Maison de Barcelone. Fille de Pierre III d'Aragon et de Constance de Hohenstaufen. - Mère de Charles de Calabre.               |           |
|          | Sancia de Majorque (1285-1345)     | - Robert Ier de Naples (mariage en 1304) | - Duchesse de Calabre (1304-1309) - Reine de Naples et comtesse de Provence (1309-1343) - Régente de Naples et de Provence (1343-1345)                                                             | - Princesse de la Maison de Barcelone. Fille de Jacques II de Majorque et d'Esclarmonde de Foix.                                                 |           |
|          | Catherine de Habsbourg (1295-1323) | - Charles de Calabre (mariage en 1316) | - Duchesse de Calabre (1316-1323) | - Princesse de la Maison de Habsbourg. Fille d'Albert Ier du Saint-Empire et d'Élisabeth de Tyrol.                                               |           |
|          | Marie de Valois (1309-1328)        | - Charles de Calabre (mariage en 1324) | - Duchesse de Calabre (1324-1328) | - Princesse de la Maison de Valois. Fille de Charles de Valois et de Mahaut de Châtillon. - Mère de Jeanne Ire de Naples et de Marie de Calabre. |           |
|          | Jeanne Ire de Naples (1326-1382)   | - André Ier de Naples (mariage en 1333) - Louis de Tarente (mariage en 1346) - Jacques IV de Majorque (mariage en 1362) - Othon IV de Brunswick-Grubenhagen (mariage en 1376) | - Duchesse de Calabre (1333-1345) - Reine de Naples et comtesse de Provence (de plein droit, 1343-1382) - Reine titulaire de Majorque (1362-1375) - Princesse d'Achaïe (de plein droit, 1373-1381) | - Princesse de la Maison capétienne d'Anjou-Sicile. Fille de Charles de Calabre et de Marie de Valois.                                           |           |

## Maison de Valois-Anjou (1381-1442)
| Portrait | Nom (dates)                          | Époux | Titres | Famille | Armoiries |
| --- | ------------------------------------ | --- | --- | --- | --------- |
| | Marie de Blois (1345-1404)           | - Louis Ier d'Anjou (mariage en 1360)                                                                                      | - Dame de Guise (de plein droit, 1360-1404) - Duchesse d'Anjou et de Touraine, comtesse du Maine (1360-1384) - Duchesse de Calabre (1380-1382) - Reine de Naples et comtesse de Provence (1382-1384)                                    | - Princesse de la Maison de Blois. Fille de Charles de Blois et de Jeanne de Penthièvre. - Mère de Louis II d'Anjou.                                                                                          |           |
| | Marguerite de Savoie (1420-1479)     | - Louis III d'Anjou (mariage en 1431) - Louis IV du Palatinat (mariage en 1445) - Ulrich V de Wurtemberg (mariage en 1453) | - Reine de Naples, duchesse d'Anjou, comtesse du Maine, de Provence et de Guise (1431-1434) - Duchesse de Calabre (1432-1434) - Électrice palatine (1445-1449) - Comtesse de Wurtemberg (1453-1479)                                     | - Princesse de la Maison de Savoie. Fille d'Amédée VIII de Savoie et de Marie de Bourgogne. - Mère de Philippe Ier du Palatinat.                                                                              |           |
| | Isabelle Ire de Lorraine (1400-1453) | - René d'Anjou (mariage en 1420)                                                                                           | - Comtesse de Guise (1420-1425) - Duchesse de Bar (1430-1453) - Duchesse de Lorraine (de plein droit, 1431-1453) - Duchesse de Calabre (1434-1435) - Duchesse d'Anjou et comtesse de Provence (1434-1453) - Reine de Naples (1435-1442) | - Princesse de la Maison de Lorraine. Fille de Charles II de Lorraine et de Marguerite de Wittelsbach. - Mère de Jean II de Lorraine, de Louis d'Anjou-Commercy, de Yolande d'Anjou et de Marguerite d'Anjou. |           |
| | Marie de Bourbon (1428-1448)         | - Jean II de Lorraine (mariage en 1444)                                                                                    | - Duchesse de Calabre (1444-1448) - Marquise de Pont-à-Mousson (1445-1448) | - Princesse de la Maison capétienne de Bourbon. Fille de Charles Ier de Bourbon et d'Agnès de Bourgogne. - Mère de Nicolas de Lorraine.                                                                       |           |
| Après 1442, la dynastie angevine cesse de gouverner Naples. Tous les successeurs de René d'Anjou en tant que prétendants ont utilisé le titre de duc de Calabre et n'ont jamais prétendu utiliser le titre de roi de Naples. Pour les épouses de ces prétendants, voir la liste des duchesses de Lorraine. |                                      | | | |           |

## Maison de Trastamare (1442-1550)
| Portrait | Nom (dates)                       | Époux | Titres | Famille | Armoiries |
| -------- | --------------------------------- | --- | --- | --- | --------- |
|          | Isabelle de Tarente (1424-1465)   | - Ferdinand Ier de Naples (mariage en 1444)                                                                                      | - Duchesse de Calabre (1444-1458) - Reine de Naples (1458-1465) - Princesse de Tarente (de plein droit, 1463-1465)                                                                             | - Princesse de la Famille Chiaromonte. Fille de Tristan de Clermont-Lodève et de Catherine Orsini des Baux. - Mère d'Alphonse II de Naples, d'Éléonore de Naples, de Frédéric Ier de Naples, de Jean d'Aragon et de Béatrice de Naples. |           |
|          | Ippolita Maria Sforza (1445-1488) | - Alphonse II de Naples (mariage en 1465)                                                                                        | - Duchesse de Calabre (1465-1488) | - Princesse de la Famille Sforza. Fille de Francesco Sforza et de Blanche Marie Visconti. - Mère de Ferdinand II de Naples et d'Isabelle de Naples.                                                                                     |           |
|          | Germaine de Foix (1488-1536)      | - Ferdinand II d'Aragon (mariage en 1505) - Jean de Brandebourg-Ansbach (mariage en 1519) - Ferdinand d'Aragon (mariage en 1526) | - Reine d'Aragon, de Majorque, de Valence, de Sicile et de Naples, comtesse de Barcelone (1505-1516) - Reine de Navarre (1512-1516) - Duchesse de Calabre et vice-reine de Valence (1526-1536) | - Princesse de la Maison de Grailly. Fille de Jean de Foix et de Marie d'Orléans. |           |

Pour les épouses des héritiers du royaume de Naples entre 1550 et 1747, voir la liste des princesses des Asturies.

## Maison de Bourbon-Siciles (1747-1861)
| Portrait | Nom (dates)                             | Époux                                                                                     | Titres                                                                                                  | Famille | Armoiries |
| -------- | --------------------------------------- | ----------------------------------------------------------------------------------------- | --- | --- | --------- |
|          | Marie-Clémentine d'Autriche (1777-1801) | - François Ier des Deux-Siciles (mariage en 1797)                                         | - Duchesse de Calabre (1797-1801)                                                                       | - Princesse de la Maison de Habsbourg-Lorraine. Fille de Léopold II du Saint-Empire et de Marie-Louise d'Espagne. - Mère de Marie-Caroline de Bourbon-Siciles. |           |
|          | Marie-Isabelle d'Espagne (1789-1848)    | - François Ier des Deux-Siciles (mariage en 1802) - Francesco del Balzo (mariage en 1839) | - Duchesse de Calabre (1802-1825) - Reine des Deux-Siciles (1825-1830) - Comtesse del Balzo (1839-1848) | - Princesse de la Maison de Bourbon. Fille de Charles IV d'Espagne et de Marie-Louise de Bourbon-Parme. - Mère de Louise-Charlotte de Bourbon-Siciles, de Marie-Christine de Bourbon-Siciles, de Ferdinand II des Deux-Siciles, de Charles-Ferdinand de Bourbon-Siciles, de Léopold de Bourbon-Siciles, de Marie-Antoinette de Bourbon-Siciles, d'Antoine de Bourbon-Siciles, de Marie-Amélie de Bourbon-Siciles, de Marie-Caroline de Bourbon-Siciles, de Thérèse-Christine de Bourbon-Siciles, de Louis de Bourbon-Siciles et de François de Paule de Bourbon-Siciles. |           |
|          | Marie-Sophie en Bavière (1841-1925)     | - François II des Deux-Siciles (mariage en 1859)                                          | - Duchesse de Calabre (1859) - Reine des Deux-Siciles (1859-1861)                                       | - Princesse de la Maison de Witteslsbach. Fille de Maximilien en Bavière et de Ludovica de Bavière. |           |

## Duchesses titulaires de Calabre

### Maison de Bourbon-Siciles (1861-)
| Portrait | Nom (dates)                  | Époux                                                | Titres                            | Famille | Armoiries |
| -------- | ---------------------------- | ---------------------------------------------------- | --------------------------------- | --- | --------- |
|          | Marie de Bavière (1872-1954) | - Ferdinand-Pie de Bourbon-Siciles (mariage en 1897) | - Duchesse de Calabre (1897-1954) | - Princesse de la Maison de Witteslsbach. Fille de Louis III de Bavière et de Marie-Thérèse de Modène. - Mère de Lucia de Bourbon-Siciles. |           |

En 1960, la tête de la Maison de Bourbon-Siciles est contestée par deux lignées différentes.

#### Revendication de la lignée napolitaine
| Portrait | Nom (dates)                               | Époux                                          | Titres                                                          | Famille | Armoiries |
| -------- | ----------------------------------------- | ---------------------------------------------- | --------------------------------------------------------------- | --- | --------- |
|          | Camilla Crociani (1971-)                  | - Charles de Bourbon-Siciles (mariage en 1998) | - Duchesse de Calabre (1998-2008) - Duchesse de Castro (2008-)  | - Fille de Camillo Crociani et d'Edy Vessel. - Mère de Maria Carolina de Bourbon-Siciles et de Maria Chiara de Bourbon-Siciles. |           |
|          | Maria Carolina de Bourbon-Siciles (2003-) |                                                | - Duchesse de Palerme (2014-2016) - Duchesse de Calabre (2016-) | - Princesse de la Maison de Bourbon-Siciles. Fille de Charles de Bourbon-Siciles et de Camilla Crociani.                        |           |

#### Revendication de la lignée espagnole
| Portrait | Nom (dates)                         | Époux                                           | Titres                                                       | Famille | Armoiries |
| -------- | ----------------------------------- | ----------------------------------------------- | ------------------------------------------------------------ | --- | --------- |
|          | Alice de Bourbon-Parme (1917-2017)  | - Alphonse de Bourbon-Siciles (mariage en 1936) | - Duchesse de Calabre (1960-1964)                            | - Princesse de la Maison de Bourbon-Parme. fille d’Élie de Bourbon-Parme et de Marie-Anne de Teschen. - Mère de Charles de Bourbon-Siciles. |           |
|          | Anne d'Orléans (1938-)              | - Charles de Bourbon-Siciles (mariage en 1965)  | - Duchesse de Calabre (1965-2015)                            | - Princesse de la Maison d'Orléans. Fille d'Henri d'Orléans et d'Isabelle d’Orléans-Bragance. - Mère de Pierre de Bourbon-Siciles.          |           |
|          | Sofía Landaluce y Melgarejo (1973-) | - Pierre de Bourbon-Siciles (mariage en 2001)   | - Duchesse de Noto (2001-2015) - Duchesse de Calabre (2015-) | - Fille de José Manuel Landaluce y Domínguez et de Blanca Melgarejo y González. - Mère de Jaime de Bourbon-Siciles.                         |           |

## Sources
- SICILE